# 잭 그리포
잭 그리포(Jack Griffo, 1996년 12월 11일 ~ )는 미국의 배우이다.

## 출연 작품
- 더 세컨드 - 숀 데이비스 역